# Karl König (Politiker)
Karl König (* 9. Mai 1910 in Alsenz; † 14. März 1979 in West-Berlin) war ein deutscher SPD-Politiker und Wirtschaftswissenschaftler.

## Leben
König, der während des Dritten Reichs sein Studium begann, saß auf Grund seiner sozialdemokratischen Überzeugung drei Jahre im Zuchthaus – er war Mitorganisator der sozialistischen Widerstandsgruppe Roter Stoßtrupp –, ehe er an die Kriegsfront in die Strafdivision 999 strafversetzt wurde. Dort geriet er in sowjetische Gefangenschaft, aus der er erst 1949 entlassen wurde.
1950, nach seiner Rückkehr nach Berlin, beendete er sein Studium und promovierte 1951. Anschließend fand König eine Anstellung bei der BVG, deren Geschäftsleiter er wurde. Von 1965 bis 1968 war er SPD-Kreisvorsitzender Berlin-Schöneberg.
Als Wirtschaftssenator Karl Schiller nach der Bundestagswahl 1965 in den Bundestag wechselte, wurde König vom Abgeordnetenhaus zum Nachfolger Schillers in den Senat von Berlin gewählt. In diesem Amt verblieb König auch unter Brandts Nachfolgern als Regierende Bürgermeister, Albertz und Schütz, ehe er 1975 aus dem Amt des Senators für Wirtschaft ausschied. Er hatte maßgeblichen Anteil an der Gründung der Berlin-Consult, die bereits 1968 Projekte in Osteuropa realisierte.
Noch im gleichen Jahr wurde er zum Präsidenten des Deutschen Instituts für Wirtschaftsforschung (DIW) gewählt. Das Amt übte er bis zu seinem Tod 1979 aus.
Karl König heiratete 1938 in Berlin die Berliner Medizinstudentin Liselotte Steinbrenner, die 1943 bei einem Bombenangriff ums Leben kam. Die zweite Ehe schloss er mit der Theaterfotografin Ruth Wilhelmi. Beide Ehen blieben kinderlos.